# The Richard Pryor Show
Il Richard Pryor Show è stato un varietà scritto e condotto dall'attore comico afroamericano Richard Pryor, trasmesso in quattro puntate negli Stati Uniti sul canale NBC nel 1977.
Debuttò sulla NBC martedì 13 settembre 1977 alle 20, in diretta concorrenza con i programmi della rivale ABC Laverne & Shirley e Happy Days.
Lo show venne prodotto da Rocco Urbisci per la Burt Sugarman Productions. L'idea per il programma arrivò da uno speciale televisivo che Pryor aveva realizzato per la NBC nel maggio 1977. Poiché lo speciale era stato un grande successo, sia critico che commerciale, a Pryor fu data la possibilità di condurre un suo programma televisivo personale.
Nel 2013 TV Guide ha incluso lo show nella lista dei 60 programmi tv che furono "cancellati troppo presto".

## Storia
The Richard Pryor Show andò in onda nel 1977 soltanto per quattro puntate. Si classificò all'86º posto nella stagione 1977–78, con un indice d'ascolti pari a 14.5.
Osservatori del settore hanno messo in dubbio la decisione della NBC di mettere uno degli artisti più controversi e legati alle profanità nel bel mezzo dell'orario della fascia protetta il martedì sera; lo spettacolo fu una delle prime e più clamorose sfide dell'epoca, cosa che era stata dichiarata impensabile nove mesi prima.

## Cast
- Richard Pryor
- Robin Williams
- Paul Mooney
- Tim Reid
- John Witherspoon
- Sandra Bernhard
- Vic Dunlop
- Edie McClurg
- Marsha Warfield
- Allegra Allison

Il cast principale dello show era composto da Pryor che interpretava svariati personaggi. Il resto del cast consisteva in attori comici, alcuni dei quali avrebbero in seguito avuto una carriera di successo a Hollywood.

## Episodi e controversie
Pryor registrò solo quattro episodi dello spettacolo. Ci furono molte scenette controverse che andarono in onda, ma la parte più controversa fu la scena d'apertura (non trasmessa) del primo episodio in cui Pryor è mostrato nudo (vestito con una calzamaglia) ma con i genitali rimossi come fosse una bambola, con il comico che insisteva di "non avere rinunciato a nulla" del suo materiale per garantire che il programma fosse trasmesso in televisione (l'effetto comico era che Pryor, eufemisticamente, era stato invece "castrato" dalla censura della NBC). Anche una scenetta in cui Pryor apparve come un rocker armato di mitragliatrice che uccide tutti i suoi fan bianchi suscitò scalpore. Il terzo episodio presentò anche uno sketch controverso che mostra una donna che descrive com'era stata la sua prima esperienza lesbica in un parco. Probabilmente una delle scenette più divertenti fu quella ispirata a Guerre stellari, dove Pryor interpreta il barista del locale pieno di alieni a Mos Eisley del film di George Lucas. Essendo un ammiratore di Pryor, lo stesso Lucas acconsentì a permettere l'utilizzo dei veri costumi degli alieni utilizzati in Guerre stellari.